# 福崎南ランプ
福崎南ランプ（ふくさきみなみランプ）は、兵庫県神崎郡福崎町にある播但連絡道路のランプである。
福崎南TB、福崎北ランプ間は6車線、福崎北ランプ、福崎北TB間は4車線であり、内側2車線は姫路方面と和田山IC方面とを直通で結び、外側車線が中国自動車道福崎ICとの接続道路となっている。

## 接続する道路
- 直接接続
  - 町道
- 間接接続
  - 兵庫県道218号西田原姫路線

## 隣
E95 播但連絡道路
(6) 船津ランプ - 福崎南TB - (7) 福崎南ランプ - (9) 福崎IC